# Tii
A Tii (magyarul: Út) az észt Neiokõsõ együttes dala, mellyel Észtországot képviselte a 2004-es Eurovíziós Dalfesztiválon Isztambulban. A dal 2004. február 7-én, az észt nemzeti döntőben, az Eurolaulban megszerzett győzelemmel érdemelte ki a dalversenyen való indulás jogát.

## Eurovíziós Dalfesztivál
2003. december 11-én az Eesti Televisioon bejelentette, hogy az együttes is résztvevője lesz a 2004-es Eurolaul észt eurovíziós nemzeti válogatónak. A dal február 7-én megnyerte a nemzeti döntőt, ahol a nézői szavazatok alakították ki a végeredményt, így ez a dal képviselhette Észtországot az Eurovíziós Dalfesztiválon.
Érdekesség, hogy ez volt Észtország első és mai napig egyetlen olyan dala, amely võro nyelven hangzott el. A Võro nyelv egy észt nyelvváltozat.
A dalt először a május 12-én megrendezett elődöntőben fellépési sorrendben tizenhetedikként adták elő, a Szlovéniát képviselő Platin Stay Forever című dala után és a Horvátországot képviselő Ivan Mikulić You Are the Only One című dala előtt. Az elődöntőben a nézői szavazatok pontjai alapján nem került be a dal a május 15-én megrendezésre került döntőbe. Ez volt sorozatban az első alkalom, hogy Észtország nem jutott tovább az elődöntőből. Összesítésben tizenegyedikek lettek 57 ponttal, 14 ponttal lemaradva a tizedik helyezettként továbbjutó Macedónia mögött.
A következő észt induló Suntribe Let’s Get Loud című dala volt a 2005-ös Eurovíziós Dalfesztiválon.

### Kapott pontok
Elődöntő
| Össz | Szavazó országok | Szavazó országok | Szavazó országok | Szavazó országok    | Szavazó országok | Szavazó országok | Szavazó országok | Szavazó országok      | Szavazó országok    | Szavazó országok | Szavazó országok | Szavazó országok | Szavazó országok | Szavazó országok   | Szavazó országok | Szavazó országok | Szavazó országok | Szavazó országok | Szavazó országok | Szavazó országok | Szavazó országok | Szavazó országok | Szavazó országok | Szavazó országok | Szavazó országok | Szavazó országok | Szavazó országok | Szavazó országok | Szavazó országok | Szavazó országok | Szavazó országok | Szavazó országok | Szavazó országok |
| Össz | Andorra          | Albánia          | Ausztria         | Bosznia-Hercegovina | Belgium          | Fehéroroszország | Svájc            | Szerbia és Montenegró | Ciprusi Köztársaság | Németország      | Dánia            | Spanyolország    | Finnország       | Egyesült Királyság | Görögország      | Horvátország     | Írország         | Izrael           | Izland           | Litvánia         | Lettország       | Monaco           | Macedónia        | Málta            | Hollandia        | Norvégia         | Portugália       | Románia          | Svédország       | Szlovénia        | Törökország      | Ukrajna          |                  |
| ---- | ---------------- | ---------------- | ---------------- | ------------------- | ---------------- | ---------------- | ---------------- | --------------------- | ------------------- | ---------------- | ---------------- | ---------------- | ---------------- | ------------------ | ---------------- | ---------------- | ---------------- | ---------------- | ---------------- | ---------------- | ---------------- | ---------------- | ---------------- | ---------------- | ---------------- | ---------------- | ---------------- | ---------------- | ---------------- | ---------------- | ---------------- | ---------------- | ---------------- |
| 57   |                  | 1                |                  |                     |                  |                  |                  | 4                     |                     |                  |                  |                  | 12               | 1                  |                  |                  |                  |                  | 7                | 10               | 12               |                  |                  |                  |                  | 1                | 5                |                  | 1                |                  |                  | 3                |                  |

## Galéria

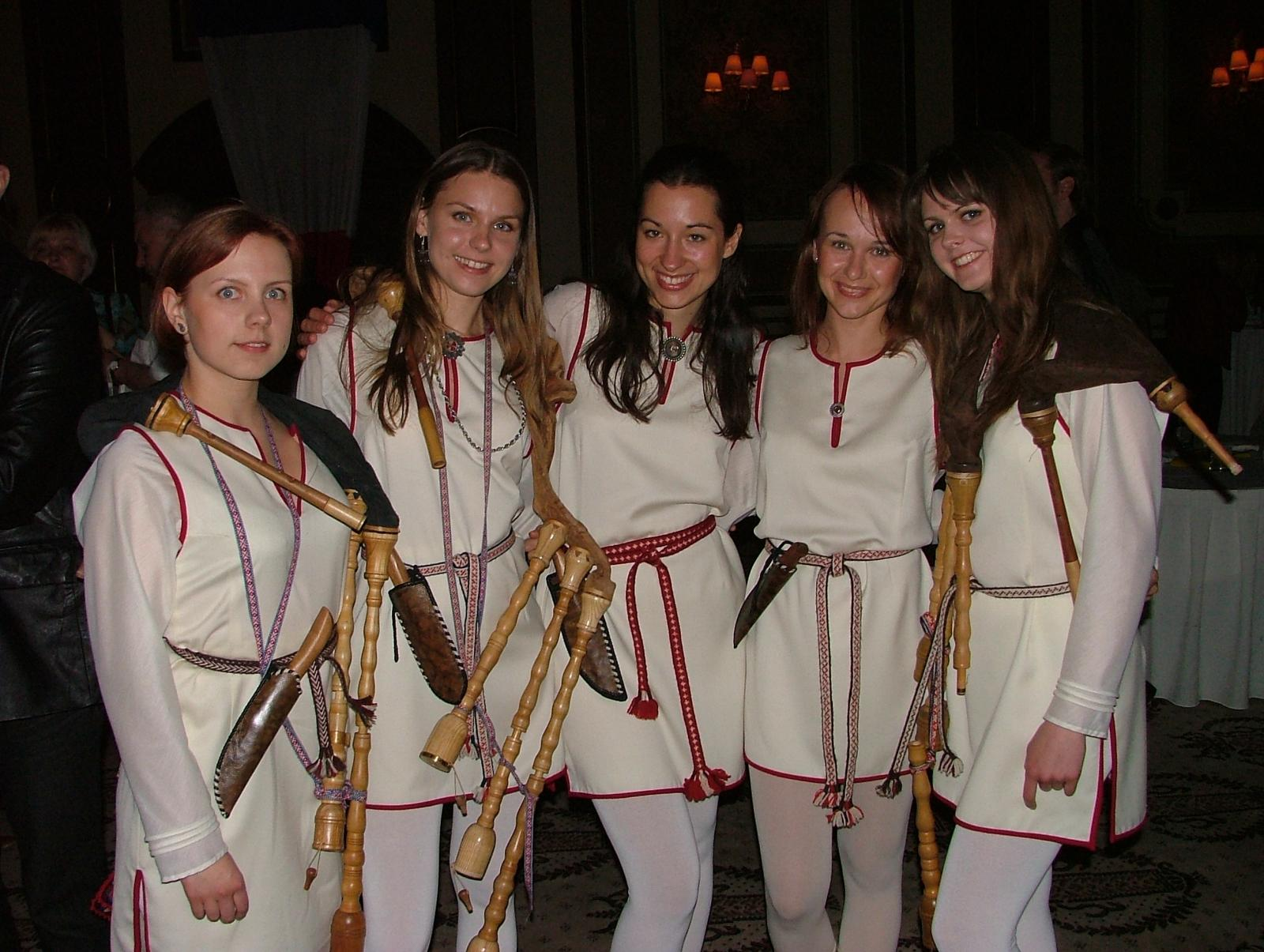
Az elődöntőben